# جيا نان يوان
جيا نان يوان (أو يوان جيانان، من مواليد 11 يوليو 1985) هي لاعبة تنس طاولة فرنسية. وُلدت في الصين، وانتقلت إلى فرنسا في سن 18 عاماً في عام 2003. وفي عام 2011، حصلت على الجنسية الفرنسية. ومنذ عام 2018 وهي تمثل فرنسا في المسابقات الدولية. شاركت في دورة الألعاب الأولمبية في طوكيو 2020، وحصلت على المركز الرابع في منافسات الزوجي المختلط.

## وصلات خارجية
- جيا نان يوان على موقع منظمة تنس الطاولة العالمي (الإنجليزية)
- جيا نان يوان على موقع أوليمبيديا (الإنجليزية)